# Romina Laurito
Romina Laurito, född den 4 maj 1987 i Varese, Italien, är en italiensk gymnast.
Hon var med och tog OS-brons i trupp i rytmisk gymnastik i samband med de olympiska gymnastiktävlingarna 2012 i London.